# 스베틀라나 곰보예바
스베틀라나 바디모브나 곰보예바(러시아어: Светла́на Вади́мовна Гомбо́ева, 러시아어 발음: [svʲɪˈtɫanə ɡɐmˈbo(ɪ̯)ɪvə], 1998년 6월 8일~)는 러시아의 양궁 선수로 주 종목은 리커브이다. 2020년 하계 올림픽에 러시아 올림픽 위원회 선수단 소속으로 참가하여 단체전 은메달을 획득했다.